# Leukas
Leukas (Leucas) je rod rostlin z čeledi hluchavkovitých. V aktuálním pojetí zahrnuje 116 druhů, rozšířených v Paleotropické oblasti, v Papuasii a v Austrálii. Systematicky je řazen do podčeledi Lamioideae a tribu Leucadeae, kde je jeho blízkým příbuzným např. rod lvoušek (Leonotis). Řada druhů je využívána v tradičním lidovém léčitelství, zejména v Asii.

## Popis
Rod obsahuje jednoleté i vytrvalé byliny, stejně jako polokeře a keře, vzpřímeného, vystoupavého či poléhavého habitu. Často jsou aromatické. Listy jsou vstřícné, jednoduché, obvykle řapíkaté, na okrajích více či míně zubaté. Rostliny bývají oděny jednoduchými chlupy. Květy jsou uspořádány v chudých či bohatých lichopřeslenech a skládají se z trubkovitého kalichu a typicky dvoupyskaté koruny, která je nejčastěji bílá. Tyčinky jsou jako u jiných hluchavkovitých 4, z květu obvykle nevyčnívají; blizna je dvouklaná. Plody jsou tvrdky.

## Rozšíření a ekologie
Areál rozšíření rodu zahrnuje většinu Afriky krom její nejsevernější středomořské části, tropickou jižní a jihovýchodní Asii a většinu ostrovů v Indickém oceánu, včetně Madagaskaru. Roste též v Austrálii a v Japonsku. Většina druhů preferuje suchá, disturbovaná stanoviště, rostou též v řídkých křovinách a suchých otevřených lesích, na travinatých plochách, kamenitých stráních, na krajích polí a cest či v ruderální vegetaci.

## Význam
Některé druhy bývají užívány v tradičním léčitelství, především při bolestech hlavy, horečkách a nachlazení, k úlevě po hmyzím nebo štířím bodnutí a podobně. Zkoumány jsou jejich antimikrobiální účinky. Indický duh Leucas zeylanica je spojen s oslavami svátku Onam v Kérale, kdy jsou vrstvou jeho květů pokrývány dvory nebo jsou z květů nasypávány barevné obrazcé zvané pookkalam.

## Galerie

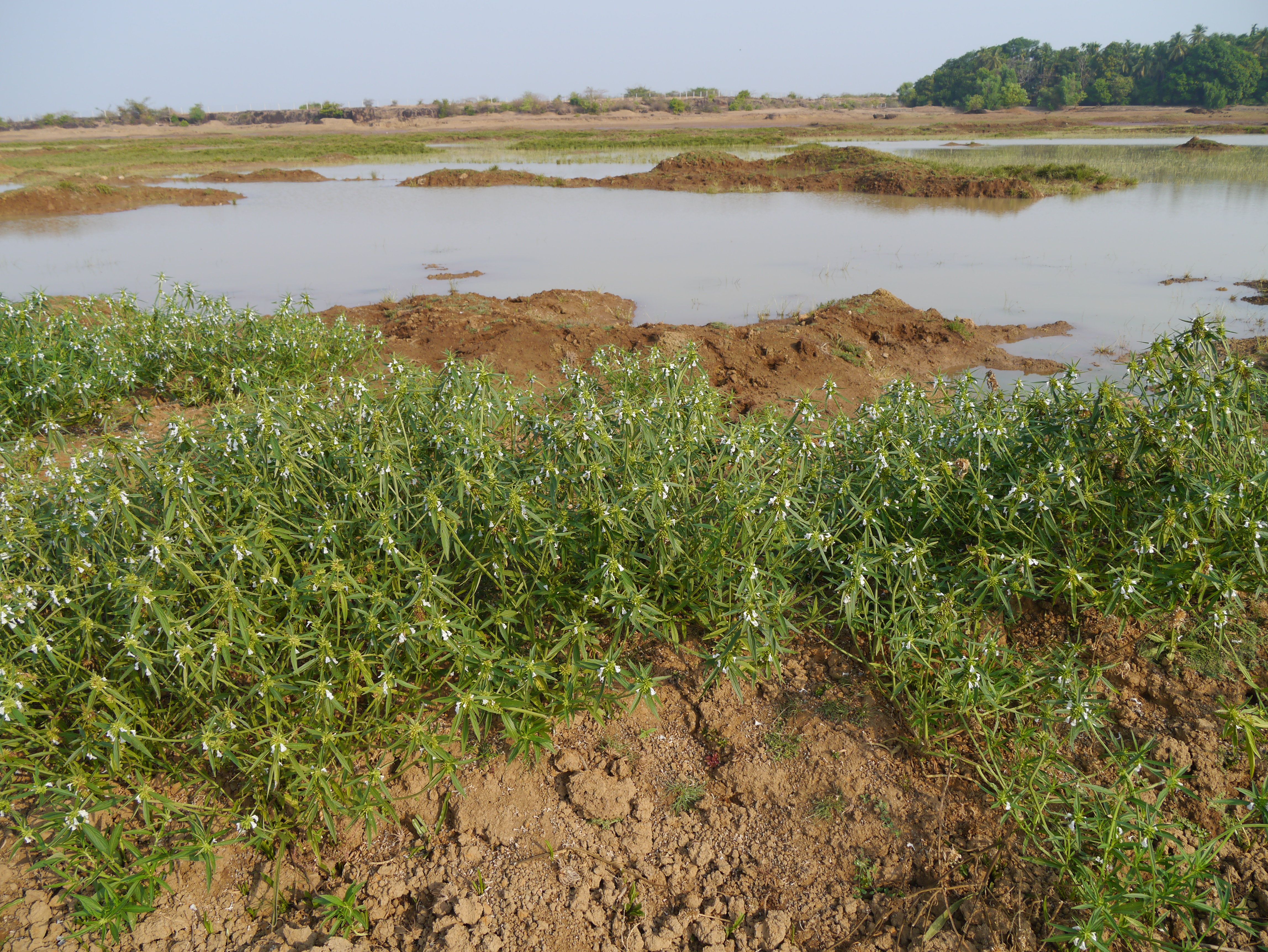
Leucas lavandulifolia na typickém stanovišti
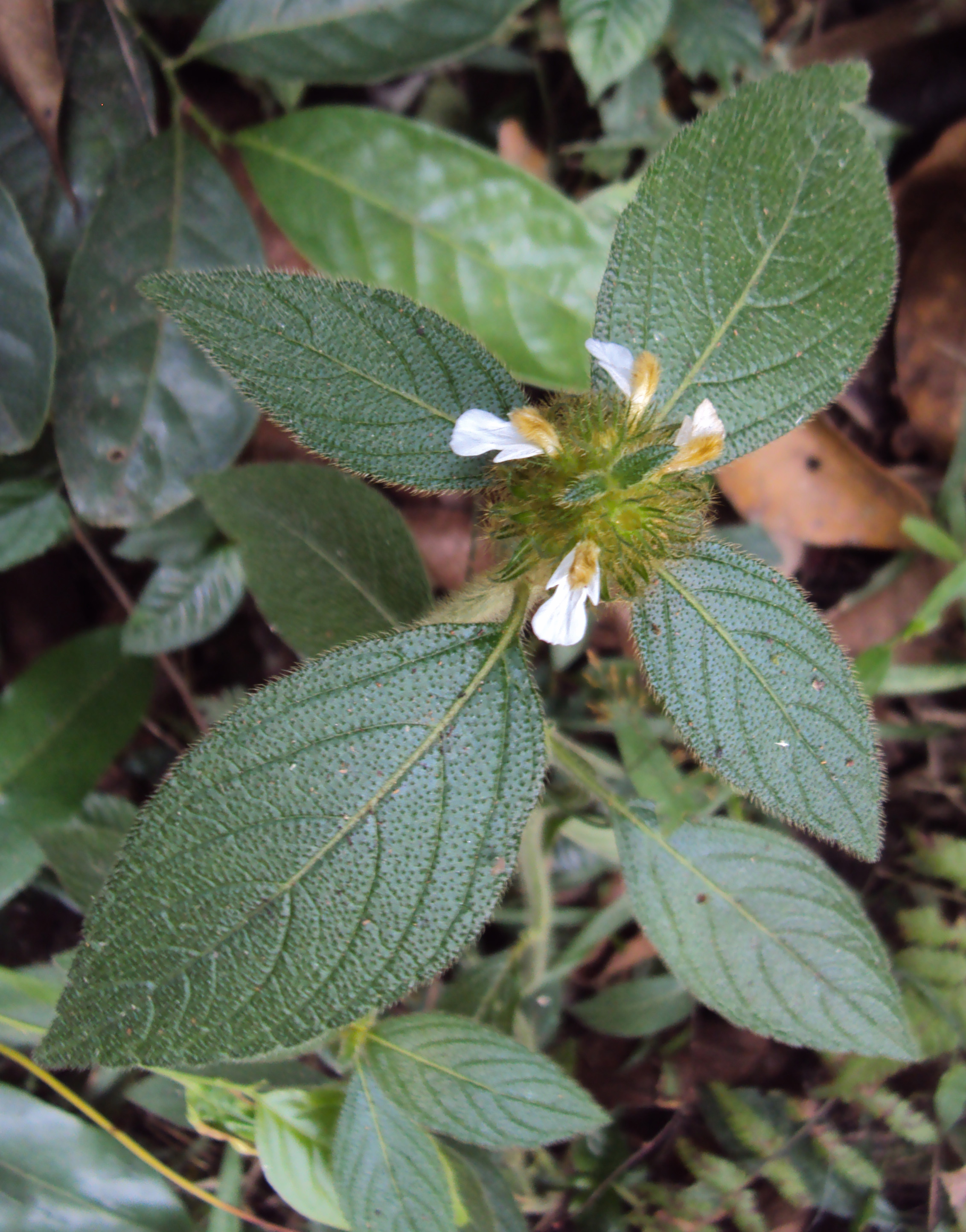
Leucas ciliata
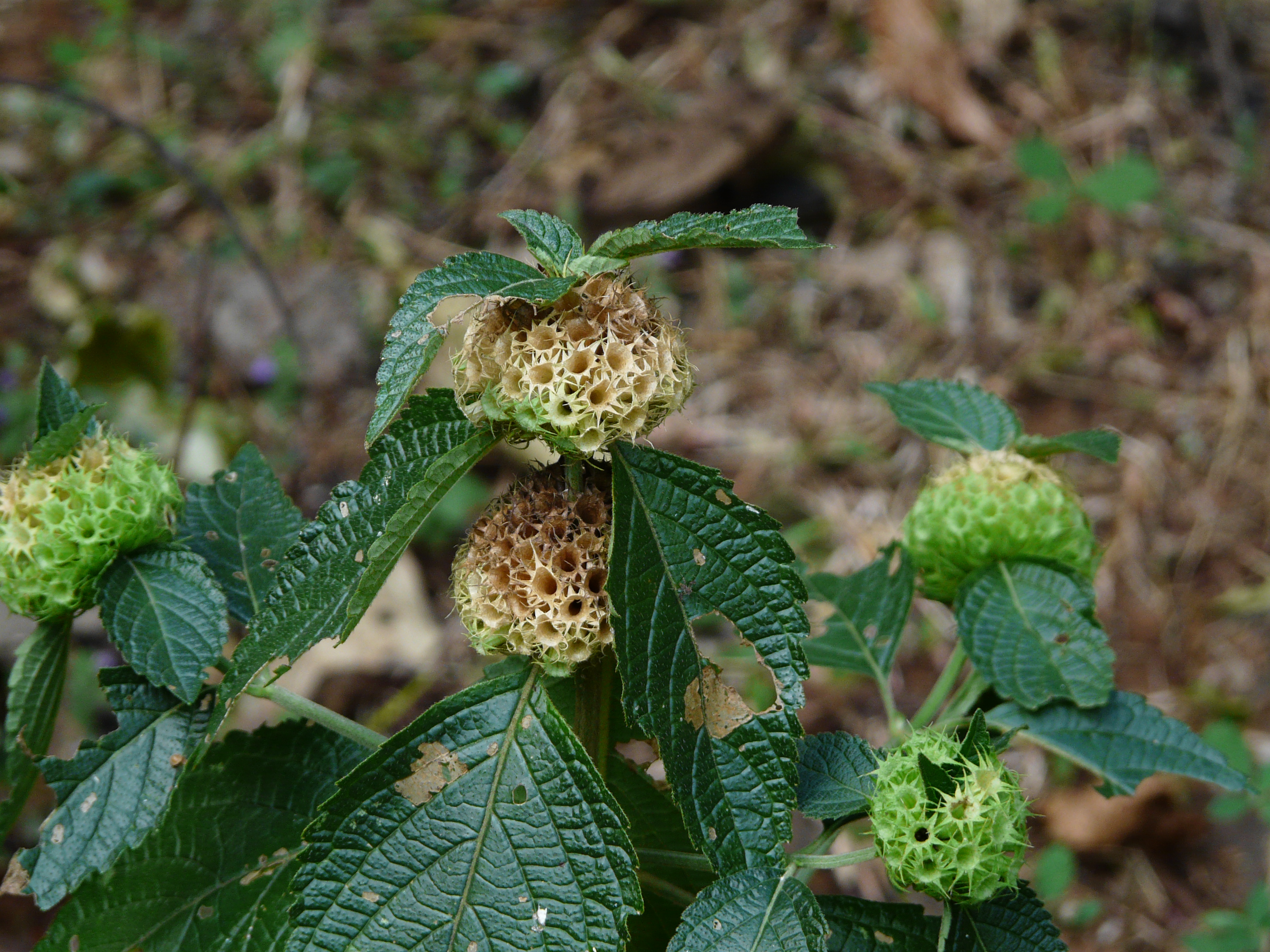
Leucas ciliata – odkvetlý
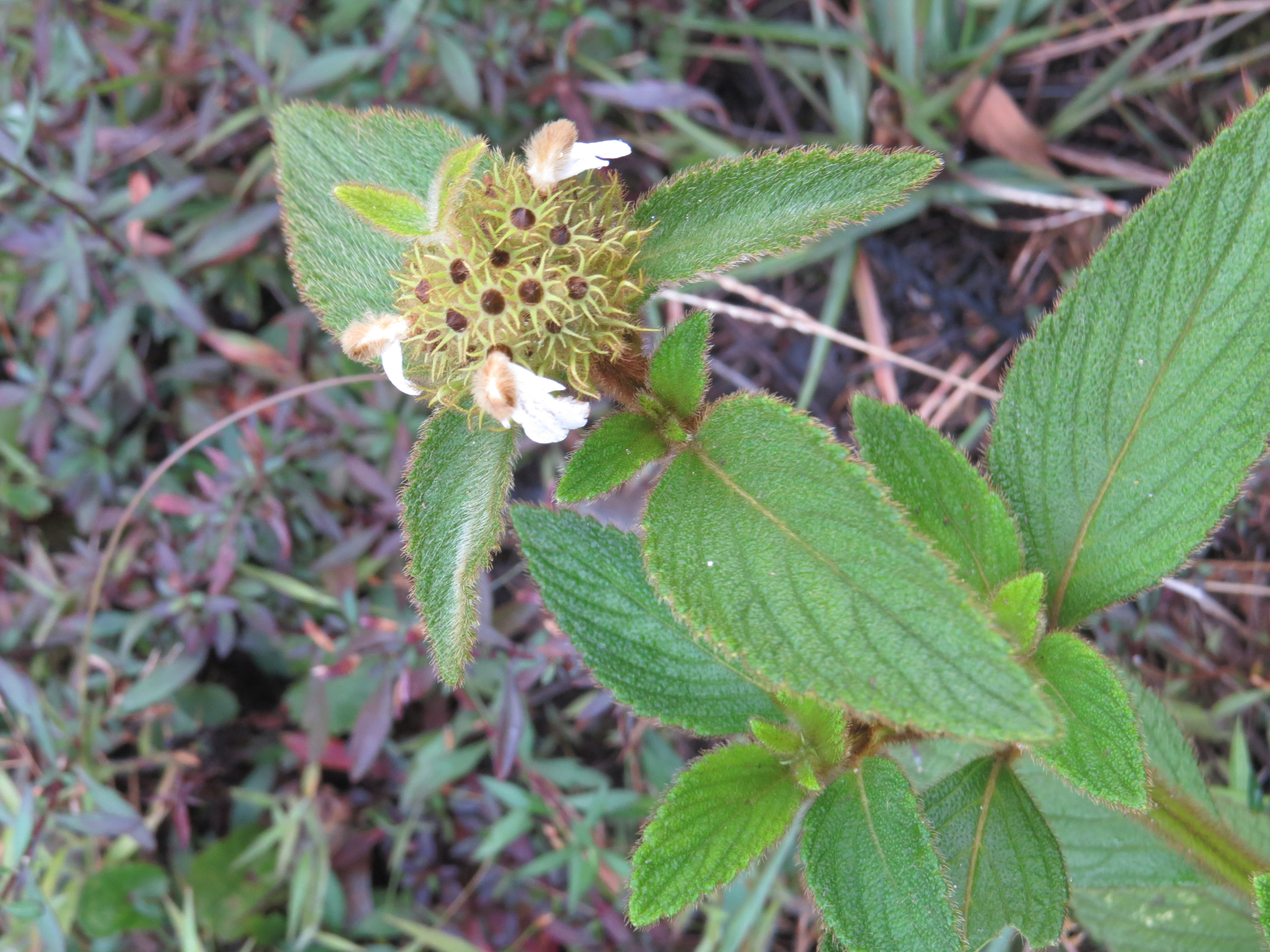
Leucas lamiifolia
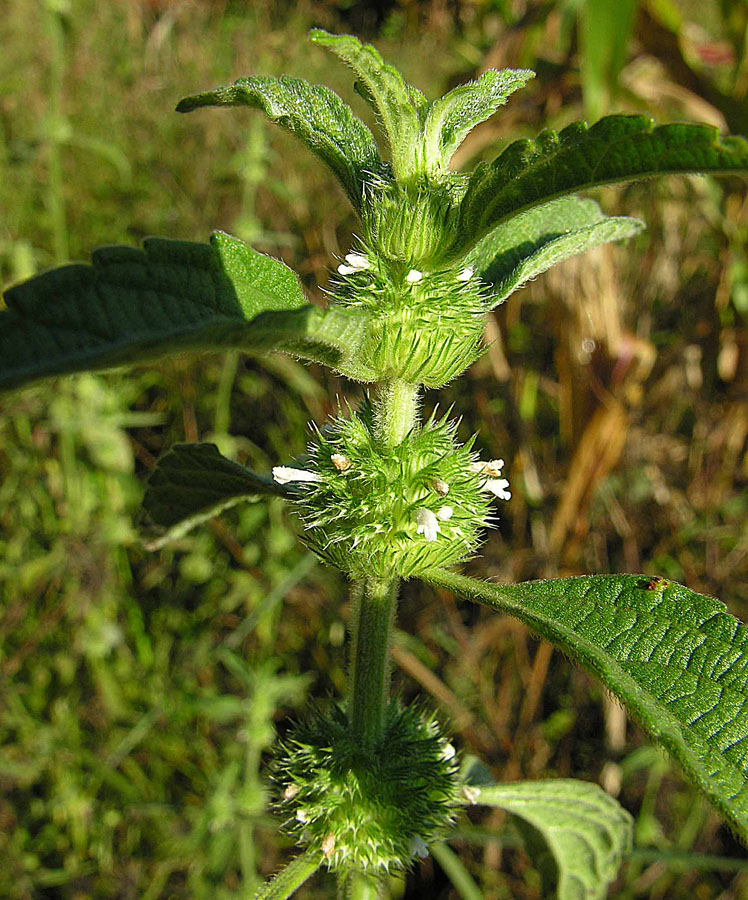
Leucas martinicensis
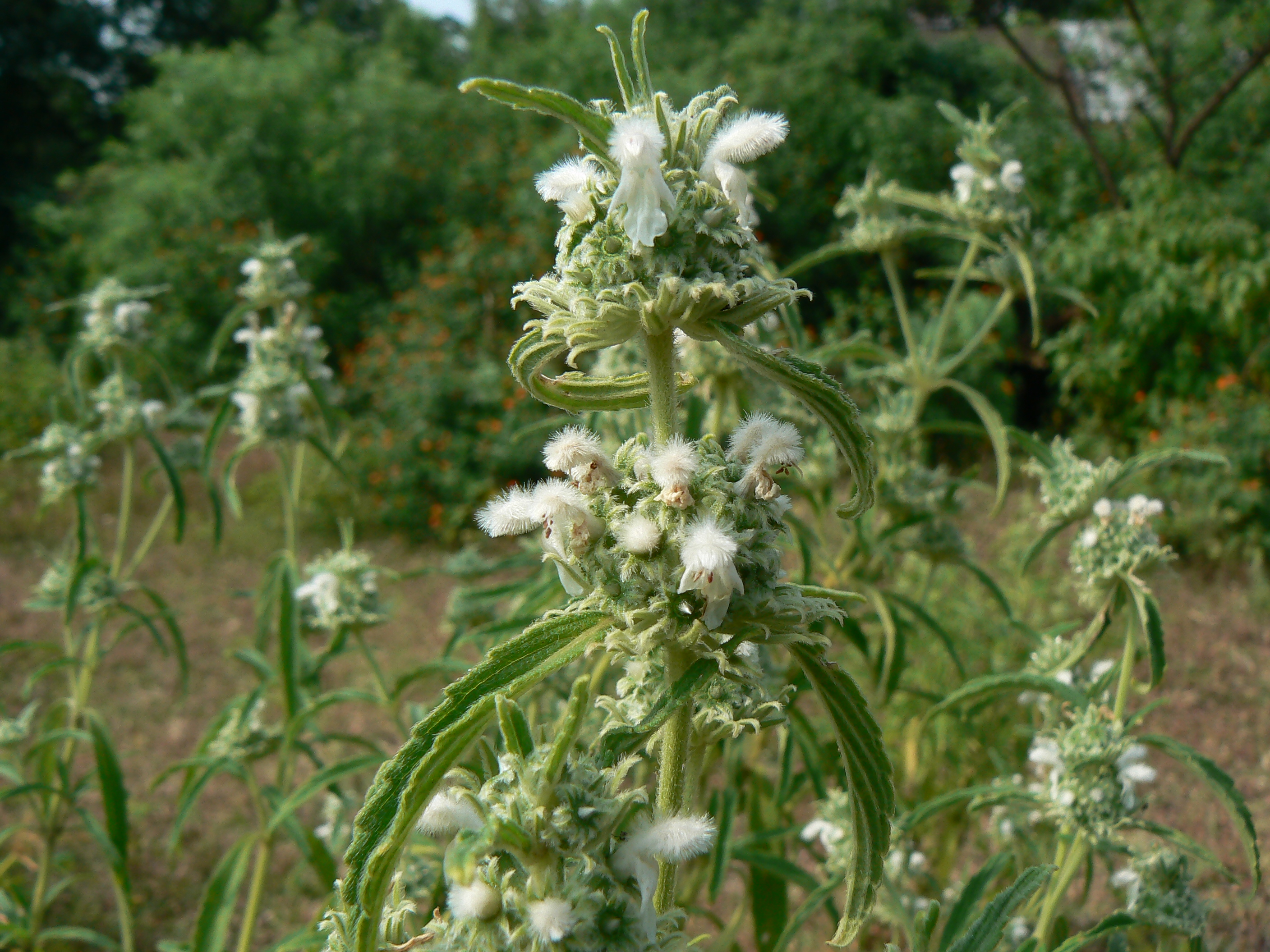
Leucas stelligera